# Сантурсе
Сантурсе (шп. Santurce) град је у Шпанији у аутономној заједници Баскија у покрајини Бискаја. Према процени из 2017. у граду је живело 46 043 становника.

## Становништво
Према процени, у граду је 2017. живело 46 043 становника.
| 2017.  |
| ------ |
| 46.043 |